# 1436 هـ

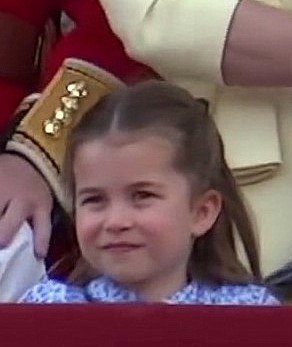
شارلوت أميرة كامبريدج

1436 في التقويم الهجري هو العام الذي يقابله في التقويم الميلادي المدة بين 25 أكتوبر 2014 و13 أكتوبر 2015.

## أحداث
- 3 ربيع الثاني: حادثة مقتل الناشطة الحقوقية شيماء الصباغ بالقاهرة أثناء احياء الذكرى الرابعة لثورة 25 يناير.
- 26 رمضان - الموافق 14 يوليو 2015: مركبة الفضاء نيوهورايزونز التي أطلقت في 2006م تحلق فوق كوكب بلوتو.
- 15 شوال - مستوطنون إسرائيليون متطرفون يضرمون النار بمنزلين في نابلس، ما أدى إلى وفاة رضيع محترقاً وإصابة أسرته بحروق بالغة.
- بطولة العالم لألعاب القوى 2015م في بكين في الصين تحديدا في ملعب بكين الوطني.
- 27 ذو القعدة: حادثة سقوط رافعة في الحرم المكي.
- 10 ذو الحجة: عيد الأضحى: حادثة تدافع منى 2015.
- 27 ذو الحجة - تفجيران في العاصمة التُركيَّة أنقرة قُرب محطَّة قطارات يُخلّفان حوالي 97 قتيلًا على الأقل وأكثر من 400 جريح.

## مواليد
شارلوت أميرة كامبريدج

## وفيات
- محمد بن نبهان المصري

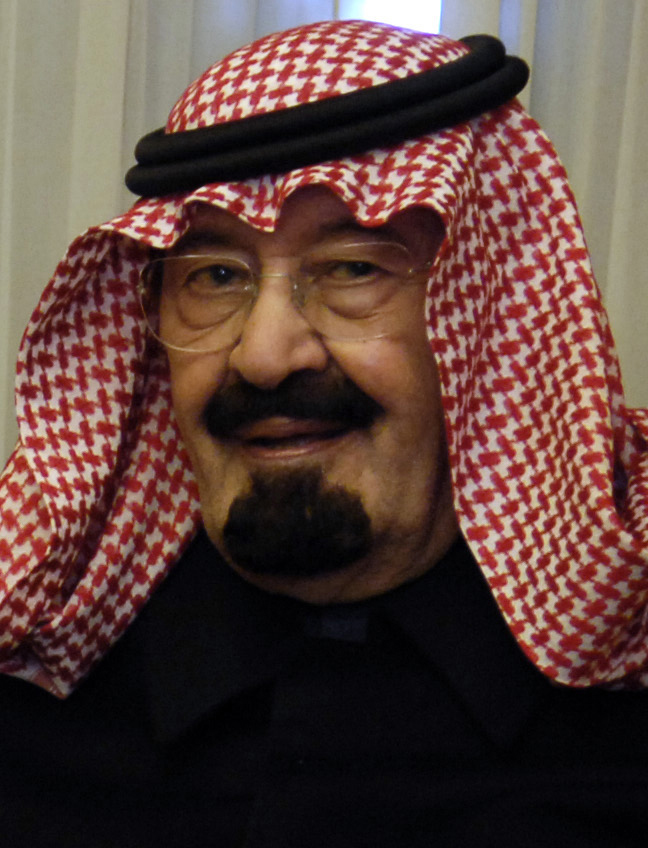
الملك عبد الله عاهل السعودية

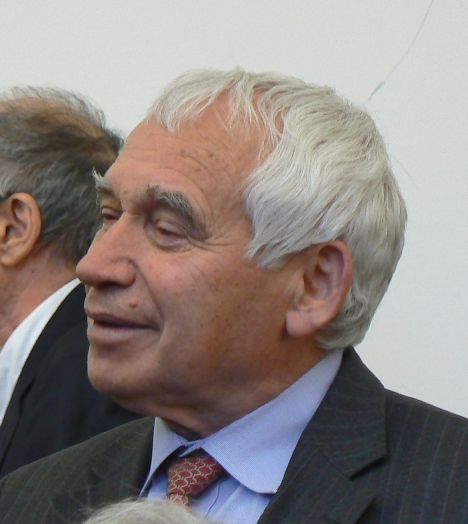
جيليو جيليف

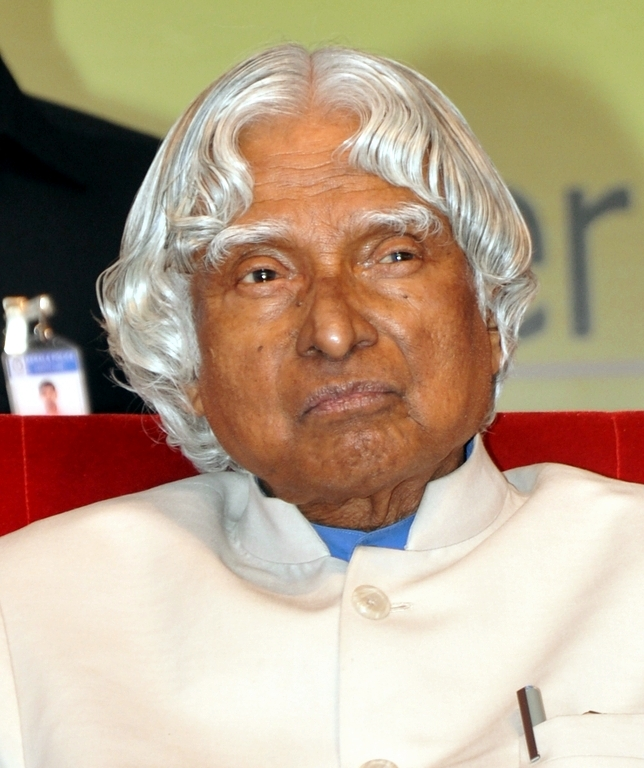
أبو بكر زين العابدين عبد الكلام

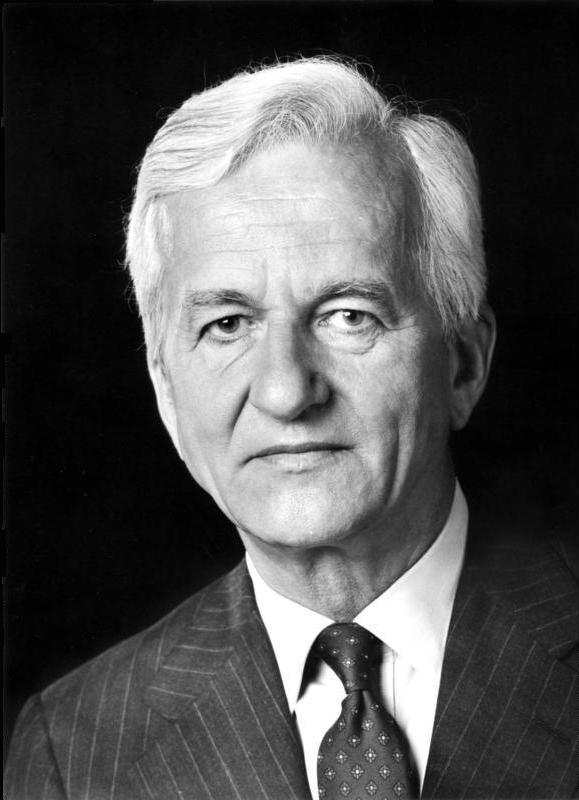
ريتشارد فون فايتسكر

طارق عزيز

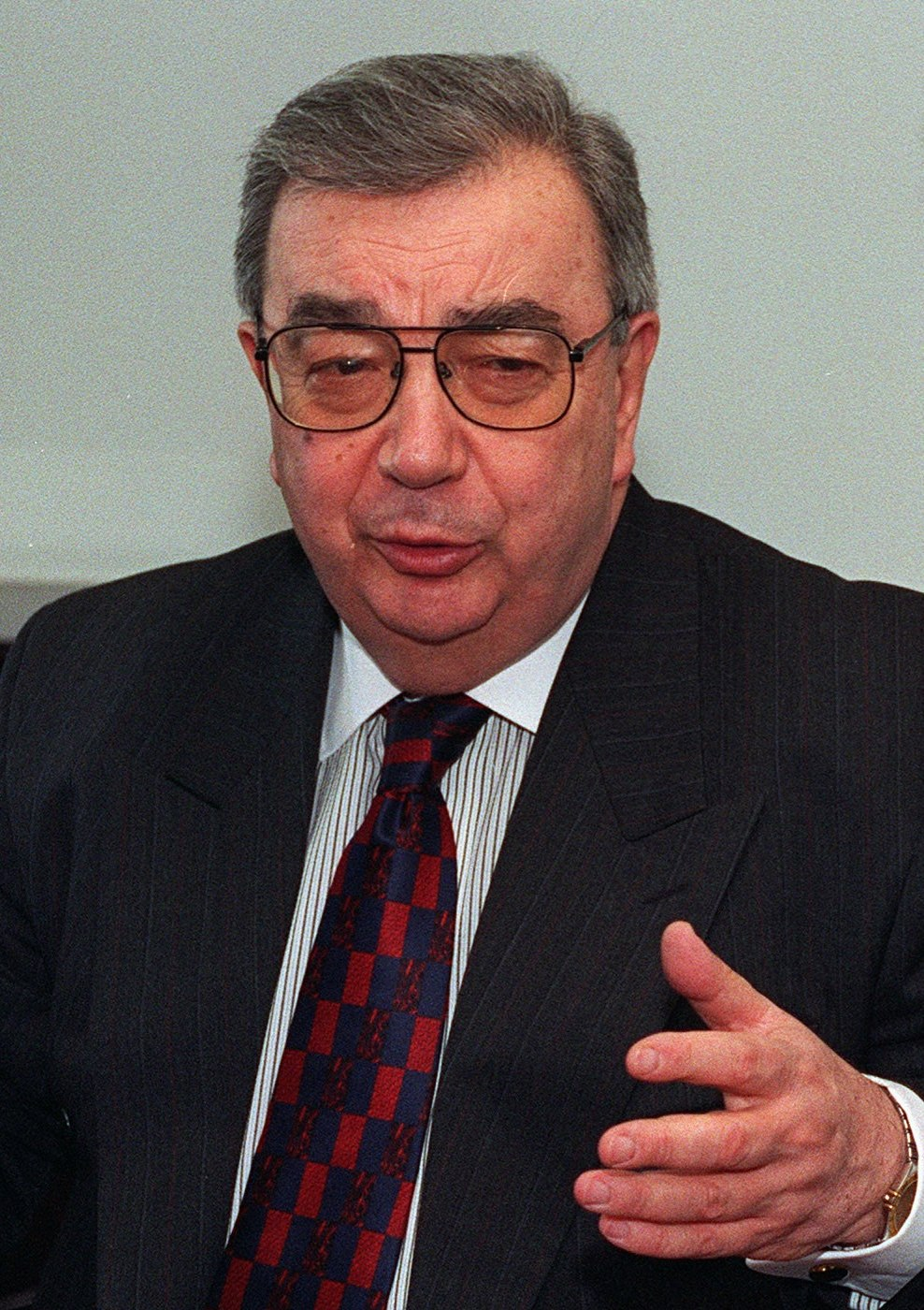
يفكيني بريماكوف

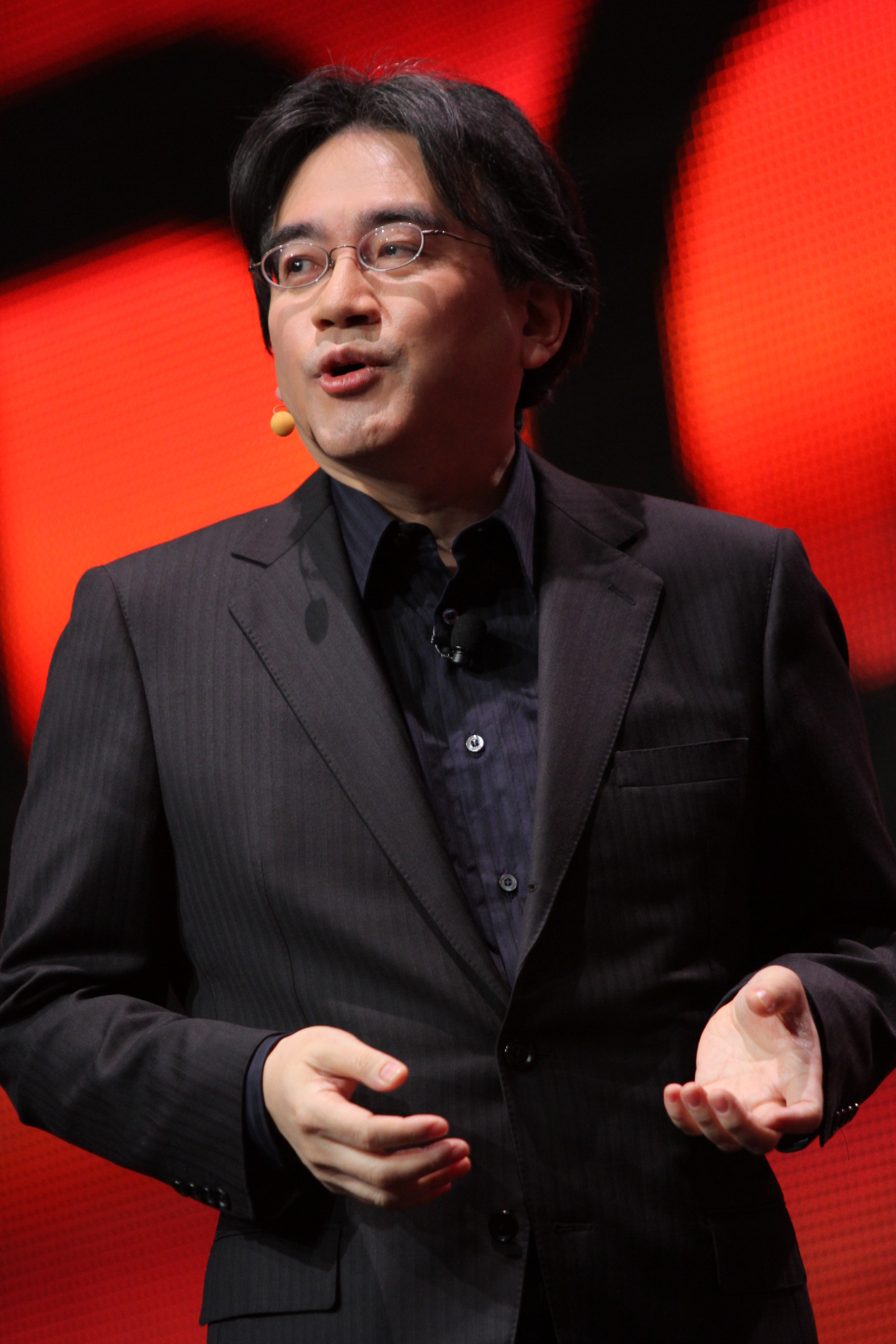
ساتورو إواتا

- عمر كرامي رئيس وزراء لبنان السابق.
- معاذ الكساسبة طيار مقاتل أردني.
- فلاستيميل بوبنيك لاعب كرة قدم وأيس هوكي تشيكوسلوفاكي.
- جان كابو صحفي فرنسي ساخر ورسام كاريكاتير.
- ستيفان شاربونييه رسام كاريكاتير فرنسي.
- جورج فولينسكي رسام كاريكاتير وكاتب ساخر فرنسي.
- فرانشيسكو روسي مخرج سينمائي إيطالي.
- أنيتا ايكبرج ممثلة سويدية.
- يسري مصطفى ممثل مصري.
- فاتن حمامة ممثلة مصرية.
- ثريا إبراهيم ممثلة مصرية.
- عبد الله بن عبد العزيز آل سعود، الملك السادس لـ المملكة العربية السعودية.
- شيماء الصباغ ناشطة حقوقية مصرية.
- ديميس روسوس موسيقي يوناني.
- تشارلز تاونز فيزيائي أمريكي.
- إيف شوفان فيزيائي فرنسي.
- جيليو جيليف رئيس بلغاريا السابق وفيلسوف.
- ريتشارد فون فايتسكر رئيس ألمانيا السابق.
- أودو لاتيك لاعب ومدرب كرة قدم ألماني.
- ساجدة الريشاوي عضوة سابقة في تنظيم القاعدة.
- فال فيتش عالم فيزياء نووية أمريكي.
- آسيا جبار روائية جزائرية.
- محمد الأكحل شرفاء عالم دين جزائري.
- ميشيل فيريرو سيدة أعمال إيطالية.
- ليونارد نيموي ممثل ومخرج ومصور وشاعر ومغني أمريكي.
- بوريس نيمتسوف سياسي روسي معارض لبوتين.
- غسان مطر ممثل فلسطيني مقيم في مصر.
- يشار كمال روائي وكاتب تركي حاصل على جائزة نوبل.
- دايف مكاي لاعب ومدرب كرة قدم أسكتلندي.
- عمر حجو ممثل سوري.
- كاميي موفا سباحة فرنسية.
- فراي أوتو معماري ألماني.
- ألكسي فاستين ملاكم فرنسي.
- والتر بوركرت أكاديمي وكاتب ألماني مختص بالتاريخ الإغريقي.
- مايكل غرافيس معماري أمريكي.
- حارث الضاري أمين عام هيئة علماء المسلمين العراقية سابقًا.
- فالنتين راسبوتين كاتب وروائي روسي.
- محمد وفيق ممثل مصري.
- لي كوان يو أول رئيس وزراء لسنغافورة.
- دنخا الرابع خننيا بطريرك كنيسة المشرق الآشورية.
- توماس ترانسترومر شاعر وعالم نفس ومترجم سويدي حائز على جائزة نوبل في الأدب.
- أولغا شاهابن ممثل وكوميدي ومغني إندونيسي.
- مانويل دي أوليفيرا مخرج برتغالي.
- محمد بحر العلوم رجل دين وسياسي عراقي.
- أحمد الصالح ممثل كويتي.
- إدواردو غاليانو كاتب وروائي أورغواياني.
- غونتر غراس روائي وشاعر ألماني حائز على جائزة نوبل في الأدب.
- بيرسي سليدج مغني أمريكي.
- سعود الورع إعلامي كويتي.
- إبراهيم يسري ممثل مصري.
- حسن الشاذلي، لاعب كرة قدم مصري والهداف التاريخي للدوري المصري.
- عبد الرحمن الأبنودي، شاعر مصري يعدّ من أشهر شعراء العامية في مصر وملقب بالخال.
- بن إي كينغ مغني أمريكي.
- مايا بليستسكايا راقصة بالية وممثلة سوفيتية روسية.
- كنعان أورن سياسي ورئيس تركيا السابق.
- بي بي كينغ مغني أمريكي.
- هالدور أسغريمسون سياسي أيسلندي ورئيس وزارئها السابق.
- حسن مصطفى ممثل مصري.
- جون فوربس ناش رياضياتي أمريكي.
- دوريس هارت لاعبة مضرب أمريكية.
- نيكولاس ليفربول سياسي دومينيكي.
- إروين روز عالم أحياء أمريكي.
- طارق عزيز سياسي عراقي شغل عدة مناصب في النظام السابق.
- جيمس لاست موسيقار ألماني.
- كرستوفر لي ممثل إنجليزي بريطاني.
- زيتو لاعب كرة قدم برازيلي.
- فيو ميري كاتب وروائي فنلندي.
- جيمس هورنر ملحن أمريكي.
- لورا انطونيلي ممثلة إيطالية.
- ماجلي نويل ممثلة ومغنية فرنسية.
- ديك فان باتن ممثل ورجل أعمال أمريكي.
- محمد بن نبهان المصري عالم في علم قراءة القران.
- يفكيني بريماكوف سياسي روسي ورئيس وزارئها الأسبق.
- هشام بركات النائب العام المصري في حادث اغتيال.
- يوسيف ماسوبست لاعب كرة قدم تشيكي.
- محمد الرشود منتج وكاتب مسرحي كويتي.
- نيكولاس وينتون ناشط إنساني بريطاني في الحرب العالمية الثانية.
- محمد باقر المهري رجل دين شيعي كويتي.
- عبد الرحمن الخريجي، ممثل سعودي.
- سعود بن فيصل بن عبد العزيز آل سعود وزير الدولة و عضو مجلس الوزراء و المستشار و المبعوث الخاص لـ خادم الحرمين الشريفين و المشرف على الشؤون الخارجية.
- نواف بن عبد العزيز آل سعود، أمير سعودي.
- سامي العدل ممثل مصري.
- عمر الشريف ممثل مصري.
- ربيع سعد لاعب كرة كويتي.
- رأفت الميهي مخرج وكاتب سينمائي مصري.
- أبو بكر زين العابدين عبد الكلام سياسي وفيزيائي هندي.
- رودي بايبر مصارع محترف كندي.
- ميرنا المهندس ممثلة مصرية.
- سعود الدوسري مذيع واعلامي سعودي.
- نايف المعاني مذيع واعلامي أردني.
- عيسى أبو العز مذيع واعلامي فلسطيني.
- نور الشريف ممثل مصري.
- علي حسنين ممثل مصري.

1. 1 2  مذكور في: تقويم القرون (ذات السلاسل، 1405هـ). الصفحة: 262. الناشر: ذات السلاسل. لغة العمل أو لغة الاسم: العربية. تاريخ النشر: 1984. المُؤَلِّف: صالح العجيري.